# Michał Łapaj
Michał Krzysztof Łapaj (3 de marzo de 1982, Varsovia, Polonia) es un músico polaco, más conocido por ser el teclista de la banda polaca de rock progresivo Riverside.

## Discografía

### Riverside
- Second Life Syndrome (2005, InsideOut, Mystic Production)
- Rapid Eye Movement (2007, InsideOut, Mystic Production)
- Anno Domini High Definition (2009, InsideOut, Mystic Production)
- Shrine Of New Generation Slaves (2013, InsideOut, Mystic Production)

### Apariciones como invitado
- Lunatic Soul – Lunatic Soul (2008, Mystic Production, Snapper Music)
- Leash Eye – V.E.N.I (2009, Metal Mundus)
- Antigama – Meteor (2013, SelfMadeGod Records)
- Behemoth – The Satanist (2014, Metal Blade, Nuclear Blast)

### Carrera como solista
• Are You There (2021, Mystic Production)

## Equipo
- Moog Minimoog Model-D
- Sequential Circuits Prophet-5
- Korg Kronos 88
- Korg CX3 Vintage
- Korg Polysix
- Korg MS-20
- Kurzweil K2600X
- Kurzweil K2000VP
- Hammond C3
- Moog Etherwave Theremin
- Leslie Speaker Model 147